# Баокен, Стефан
Стефан Седрик Баокен (фр. Stéphane Cédric Bahoken; род. 28 мая 1992[…], Грас) — камерунский и французский футболист, нападающий клуба «Кайсериспор» и сборной Камеруна.
Отец Стефана, Поль Баокен — камерунский футболист, участник чемпионата мира 1982 и Олимпийских игр 1984 годов.

## Клубная карьера
Баокен — воспитанник клубов АСПТТ, «Грас» и «Ницца». 29 мая 2011 года в матче против «Валансьена» он дебютировал в Лиге 1, в составе последних. 10 марта 2013 года в поединке против «Монпелье» Стефан сделал «дубль», забив свои первые голы за «Ниццу». Летом того же года Баокен был арендован шотландским «Сент-Мирреном». 31 августа в матче против «Партик Тисл» он дебютировал в шотландском Чемпионшипе.
Летом 2014 года Баокен перешёл в «Страсбур», подписав контракт на два года. 8 августа в матче против «Коломье» он дебютировал в Лиге 3. 6 сентября в поединке против «Кольмара» Стефан забил свой первый гол за «Страсбур». В 2016 году Баокен помог клубу подняться в более высокий дивизион. 6 августа в матче против «Амьена» он дебютировал в Лиге 2. В 2017 году Стефан помог команде выйти в элиту.
Летом 2018 года Баокен перешёл в «Анже». 11 августа в матче против «Нима» он дебютировал за новую команду. 15 сентября в поединке против «Дижона» Стефан забил свой первый гол за «Анже».
15 июля 2022 года присоединился к турецкому клубу «Касымпаша».

## Международная карьера
В 2013 году Стефан выступал за молодёжную сборную Франции, а затем принял решение выступать за историческую родину. 25 марта 2018 года в товарищеском матче против сборной Кувейта Баокен дебютировал за сборную Камеруна. 8 сентября 2018 года в поединке квалификации Кубка Африки 2019 против сборной Комор Стефан забил свой первый гол за национальную сборную. 
В 2019 году в составе сборной Баокен принял участие Кубке Африки в Египте. На турнире он сыграл в матчах против команд Гвинеи-Бисау, Ганы, Бенина и Нигерии. В поединках против бисайцев и нигерийцев Стефан забил два гола.
В 2022 году Баокен во второй раз принял участие в Кубке Африки 2021 в Камеруне. На турнире он сыграл в матчах против команд Эфиопии, Комор и Буркина-Фасо. В поединке против буркинийцев Стефан забил гол.

### Голы за сборную Камеруна
| #   | Дата            | Место                                    | Противник    | Счёт | Результат | Соревнование                   |
| --- | --------------- | ---------------------------------------- | ------------ | ---- | --------- | ------------------------------ |
| 01. | 8 сентября 2018 | Шейх Саид Мохамед, Митсамиули, Коморы    | Коморы       | 1:1  | 1:1       | Кубок Африки 2019 квалификация |
| 02. | 25 июня 2019    | Стадион Исмаилия, Исмаилия, Египет       | Гвинея-Бисау | 2:0  | 2:0       | Кубок Африки 2019              |
| 03. | 6 июля 2019     | Стадион Александрия, Александрия, Египет | Нигерия      | 1    | 3:2       | Кубок Африки 2019              |
| 04. | 5 февраля 2022  | Стад Ахмаду Ахиджо, Яунде, Камерун       | Буркина-Фасо | 3:1  | 3:3       | Кубок Африки 2021              |

## Достижения
Международные
 Камерун
- Бронзовый призёр Кубка Африки — 2021